# Charaxes draconis
Charaxes draconis är en fjärilsart som beskrevs av Jordan 1936. Charaxes draconis ingår i släktet Charaxes och familjen praktfjärilar. Inga underarter finns listade i Catalogue of Life.